# Tiurida
Tiurida (v překladu Sláva) je páté studiové album německé viking/folk/black metalové skupiny Falkenbach z roku 2011, které vyšlo u rakouského vydavatelství Napalm Records. Album nazpíval a všechny nástroje nahrál jediný stálý člen kapely Markus Tümmers alias Vratyas Vakyas.

## Seznam skladeb
1. "Intro" – 1:38
2. "...Where His Ravens Fly..." – 7:24
3. "Time Between Dog and Wolf" – 6:01
4. "Tanfana" – 5:31
5. "Runes Shall You Know" – 5:59
6. "In Flames" – 7:53
7. "Sunnavend" – 5:51
8. "Asaland" (instrumentální bonusová skladba) – 4:03

## Sestava
- Vratyas Vakyas – vokál, všechny nástroje